# Campylopus wawraeanus
Campylopus wawraeanus är en bladmossart som beskrevs av Heinrich Wilhelm Reichardt 1877. Campylopus wawraeanus ingår i släktet nervmossor, och familjen Dicranaceae. Inga underarter finns listade i Catalogue of Life.